# Polytrichadelphus purpureus
Polytrichadelphus purpureus är en bladmossart som beskrevs av Mitten 1869. Polytrichadelphus purpureus ingår i släktet Polytrichadelphus och familjen Polytrichaceae. Inga underarter finns listade i Catalogue of Life.